# Came (Pyrénées-Atlantiques)
Pour les articles homonymes, voir Came.
Came (en basque: Akamarre) est une commune française, située dans le département des Pyrénées-Atlantiques en région Nouvelle-Aquitaine.
Le gentilé est Camot.

## Géographie

### Localisation

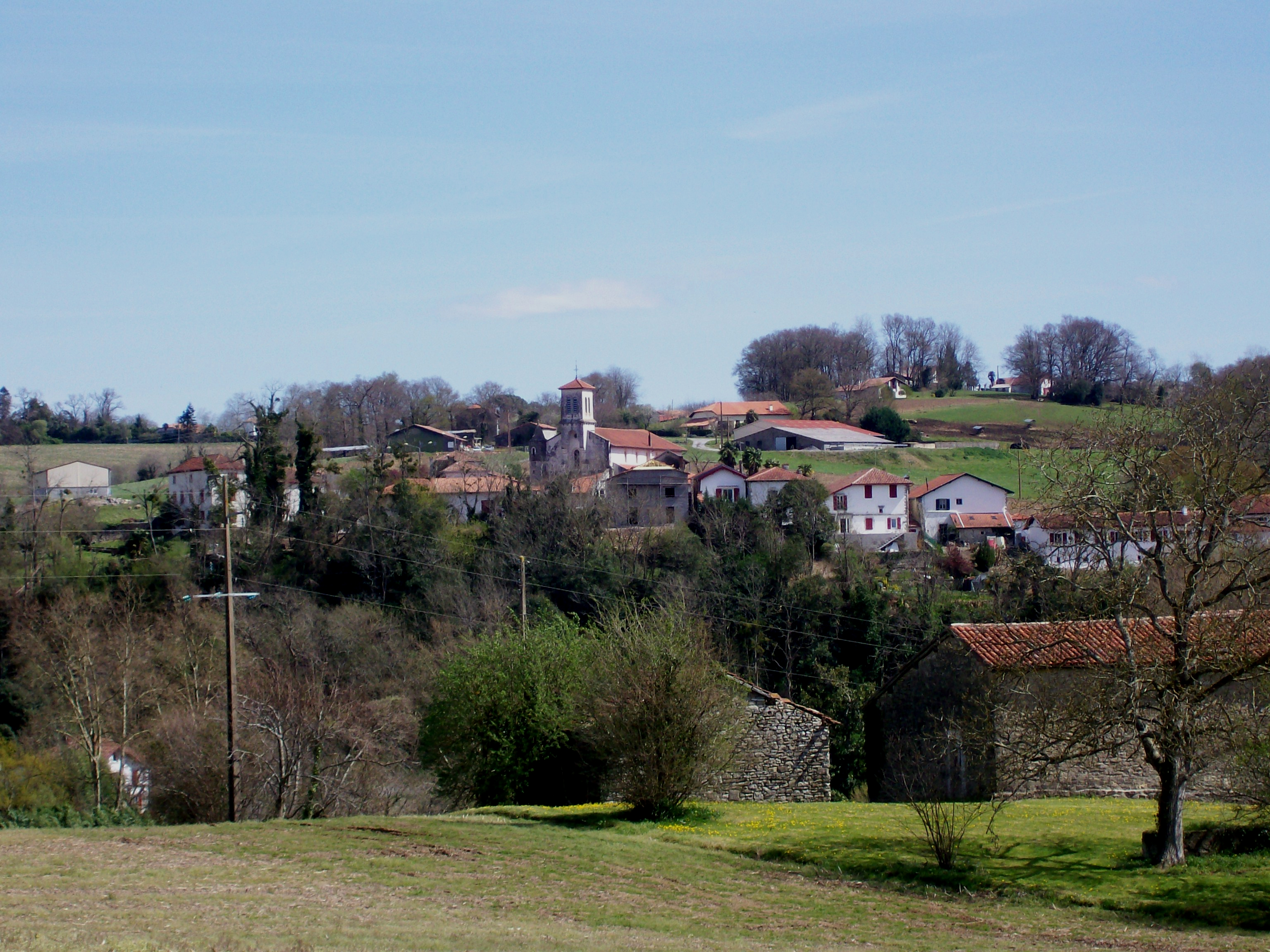
Le village.

La commune de Came se trouve dans le département des Pyrénées-Atlantiques, en région Nouvelle-Aquitaine.
Elle se situe à 83 km par la route de Pau, préfecture du département, à 38 km de Bayonne, sous-préfecture, et à 25 km de Saint-Palais, bureau centralisateur du canton du Pays de Bidache, Amikuze et Ostibarre dont dépend la commune depuis 2015 pour les élections départementales.
La commune fait en outre partie du bassin de vie de Peyrehorade.
Les communes les plus proches sont : 
Bidache (2,7 km), Arancou (5,8 km), Léren (6,2 km), Saint-Pé-de-Léren (6,2 km), Sames (6,8 km), Oeyregave (6,8 km), Bergouey-Viellenave (7,1 km), Saint-Dos (7,1 km).
Sur le plan historique et culturel, Came fait partie de la province de la Basse-Navarre, un des sept territoires composant le Pays basque,. La Basse-Navarre en est la province la plus variée en ce qui concerne son patrimoine, mais aussi la plus complexe du fait de son morcellement géographique. Depuis 1999, l'Académie de la langue basque ou Euskalzaindia divise la Basse-Navarre en six zones,. La commune est dans le pays d’Agramont (Agaramonte), au nord de ce territoire.

### Communes limitrophes
Les communes limitrophes sont  Arancou, Arraute-Charritte, Bidache, Hastingues, Labastide-Villefranche, Léren, Oeyregave, Saint-Pé-de-Léren et Sorde-l'Abbaye.
| Hastingues (Landes) | Oeyregave (Landes) | Sorde-l'Abbaye (Landes), Léren  |
| Bidache             | Came               | Saint-Pé-de-Léren               |
|                     | Arraute-Charritte  | Labastide-Villefranche, Arancou |

### Hydrographie

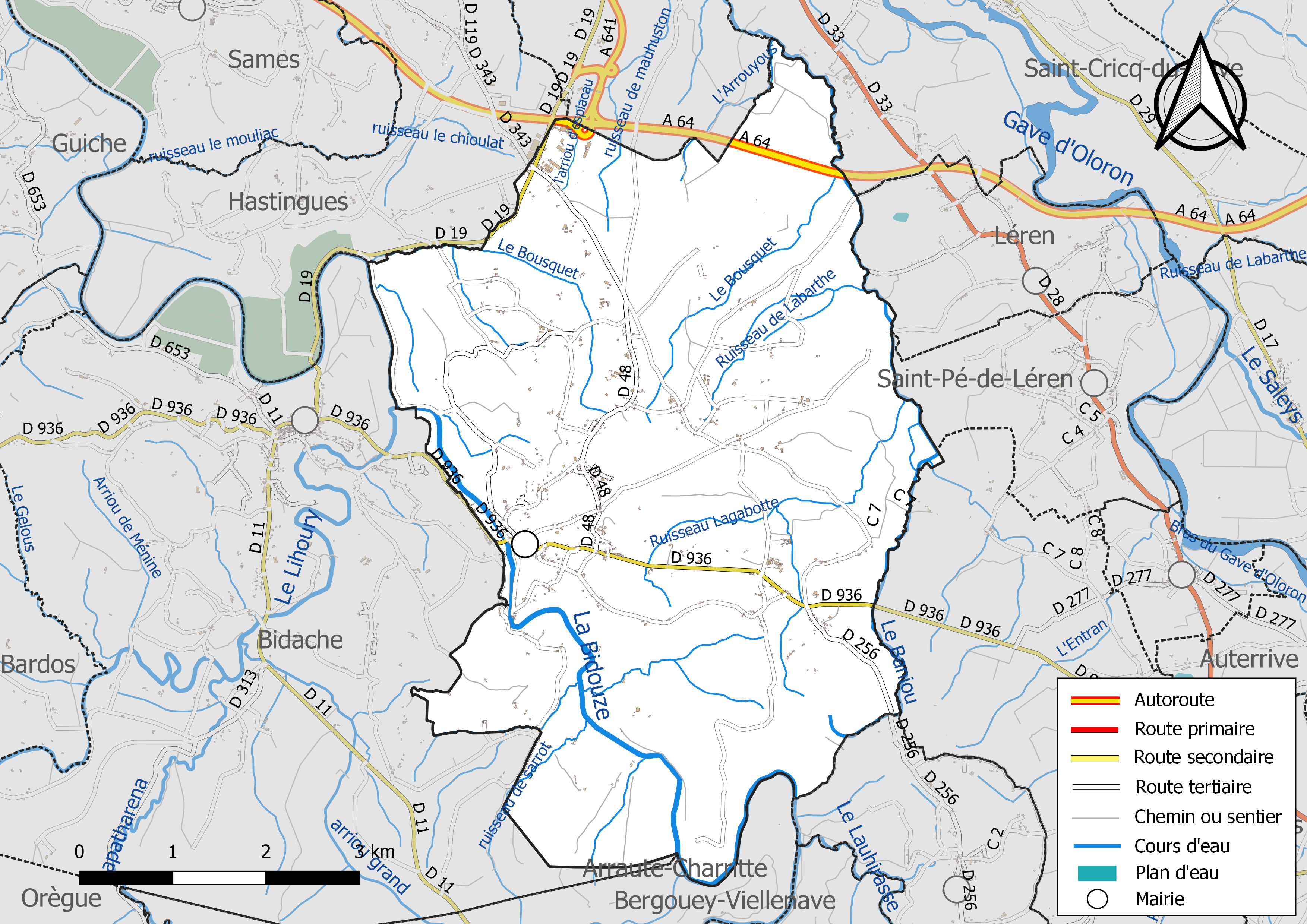
Réseaux hydrographique et routier de Came.

La commune est drainée par la Bidouze, le Lihoury, le Baniou, un bras du Chuchague, L'Arrouyous, le Bousquet, le Bousquet, mendihegiko erreka, le ruisseau de Labarthe, le ruisseau de Layserotte, le ruisseau de mauhuston, le ruisseau de sarrot, le ruisseau Lagabotte, et par divers petits cours d'eau, constituant un réseau hydrographique de 46 km de longueur totale,.
La Bidouze, d'une longueur totale de 82,2 km, prend sa source dans la commune d'Aussurucq et s'écoule du sud vers le nord. Elle traverse la commune et se jette dans l'Adour à Guiche, après avoir traversé 26 communes.
Le Lihoury, d'une longueur totale de 45,7 km, prend sa source dans la commune d'Iholdy et s'écoule du sud vers le nord. Il traverse la commune et se jette dans la Bidouze sur le territoire communal, après avoir traversé 8 communes.
Le Baniou, d'une longueur totale de 13,6 km, prend sa source dans la commune et s'écoule du sud vers le nord. Il traverse la commune et se jette dans le gave de Pau à Cauneille, après avoir traversé 8 communes.

### Climat
Pour des articles plus généraux, voir Climat de la Nouvelle-Aquitaine et Climat des Pyrénées-Atlantiques.
Historiquement, la commune est exposée à un micro climat océanique basque.  
En 2020, Météo-France publie une typologie des climats de la France métropolitaine dans laquelle la commune est exposée à un climat de montagne et est dans la région climatique Pyrénées atlantiques, caractérisée par une pluviométrie élevée (>1 200 mm/an) en toutes saisons, des hivers très doux (7,5 °C en plaine) et des vents faibles.
Pour la période 1971-2000, la température annuelle moyenne est de 13,9 °C, avec une amplitude thermique annuelle de 13,7 °C. Le cumul annuel moyen de précipitations est de 1 330 mm, avec 12,7 jours de précipitations en janvier et 8,1 jours en juillet. Pour la période 1991-2020, la température moyenne annuelle observée sur la station météorologique la plus proche, située sur la commune de Bidache à 3 km à vol d'oiseau, est de 14,5 °C et le cumul annuel moyen de précipitations est de 1 455,6 mm,. Pour l'avenir, les paramètres climatiques de la commune estimés pour 2050 selon différents scénarios d’émission de gaz à effet de serre sont consultables sur un site dédié publié par Météo-France en novembre 2022.

### Milieux naturels et biodiversité

#### Réseau Natura 2000
Le réseau Natura 2000 est un réseau écologique européen de sites naturels d'intérêt écologique élaboré à partir des Directives « Habitats » et « Oiseaux », constitué de zones spéciales de conservation (ZSC) et de zones de protection spéciale (ZPS).
Un site Natura 2000 a été défini sur la commune au titre de la « directive Habitats » : « la Bidouze (cours d'eau) », d'une superficie de 2 570 ha, un vaste réseau hydrographique drainant les coteaux du Pays basque,.

#### Zones naturelles d'intérêt écologique, faunistique et floristique
L’inventaire des zones naturelles d'intérêt écologique, faunistique et floristique (ZNIEFF) a pour objectif de réaliser une couverture des zones les plus intéressantes sur le plan écologique, essentiellement dans la perspective d’améliorer la connaissance du patrimoine naturel national et de fournir aux différents décideurs un outil d’aide à la prise en compte de l’environnement dans l’aménagement du territoire.
Une ZNIEFF de type 1 est recensée sur la commune, : 
le « bois et barthes du ruisseau de Lanes et de l'Arrouyous » (43,11 ha), couvrant 3 communes dont 2 dans les Landes et 1 dans les Pyrénées-Atlantiques et deux ZNIEFF de type 2,, : 
- la « Basse vallée du gave d'Oloron et falaise calcaire de Sorde-l'Abbaye » (759,68 ha), couvrant 5 communes dont 3 dans les Landes et 2 dans les Pyrénées-Atlantiques[28] ;
- le « réseau hydrographique de la Bidouze et annexes hydrauliques » (2 867,4 ha), couvrant 30 communes dont 1 dans les Landes et 29 dans les Pyrénées-Atlantiques[29].

## Urbanisme

### Typologie
Au 1er janvier 2024, Came est catégorisée commune rurale à habitat dispersé, selon la nouvelle grille communale de densité à sept niveaux définie par l'Insee en 2022.
Elle est située hors unité urbaine et hors attraction des villes,.

### Occupation des sols

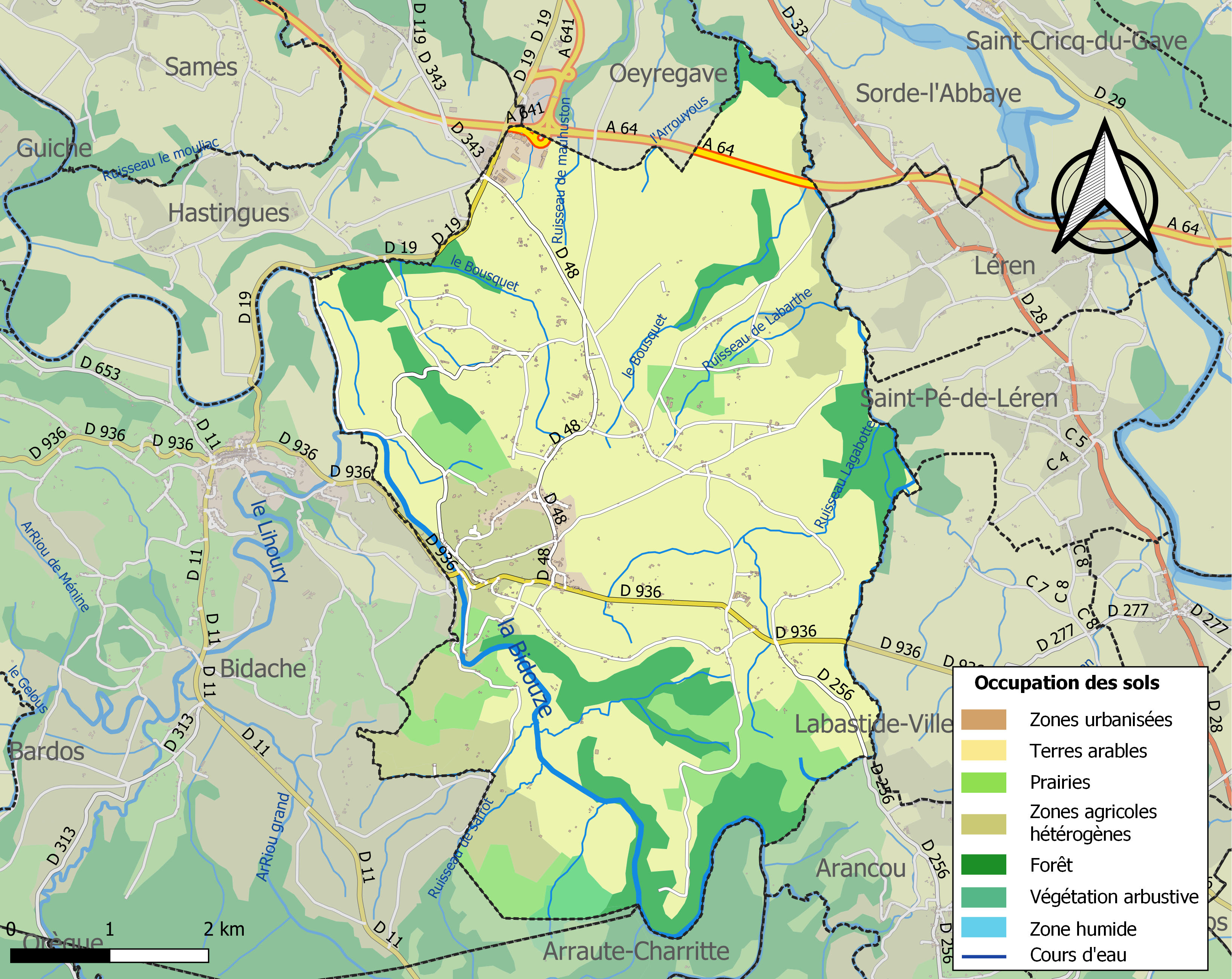
Carte des infrastructures et de l'occupation des sols de la commune en 2018 (CLC).

L'occupation des sols de la commune, telle qu'elle ressort de la base de données européenne d’occupation biophysique des sols Corine Land Cover (CLC), est marquée par l'importance des territoires agricoles (84,8 % en 2018), en diminution par rapport à 1990 (85,9 %). La répartition détaillée en 2018 est la suivante : 
terres arables (65,5 %), forêts (12,6 %), zones agricoles hétérogènes (10,4 %), prairies (9 %), zones urbanisées (1,1 %), milieux à végétation arbustive et/ou herbacée (0,8 %), zones industrielles ou commerciales et réseaux de communication (0,7 %). L'évolution de l’occupation des sols de la commune et de ses infrastructures peut être observée sur les différentes représentations cartographiques du territoire : la carte de Cassini (XVIIIe siècle), la carte d'état-major (1820-1866) et les cartes ou photos aériennes de l'IGN pour la période actuelle (1950 à aujourd'hui).

### Lieux-dits et hameaux
Sur le plan cadastral de 1913, la commune de Came est divisée en sept sections :
- A - Lanusse
- B - Le Boscq
- C - Le Bourg
- D1/D3 - Pouyo
- D2 - Bourdettes
- E1 - Le Mech
- E2 - Mixe

### Risques majeurs
Le territoire de la commune de Came est vulnérable à différents aléas naturels : météorologiques (tempête, orage, neige, grand froid, canicule ou sécheresse), inondations et séisme (sismicité modérée). Un site publié par le BRGM permet d'évaluer simplement et rapidement les risques d'un bien localisé soit par son adresse soit par le numéro de sa parcelle.
Certaines parties du territoire communal sont susceptibles d’être affectées par le risque d’inondation par une crue à  débordement lent de cours d'eau, notamment le Baniou, la Bidouze et le Lihoury. La commune a été reconnue en état de catastrophe naturelle au titre des dommages causés par les inondations et coulées de boue survenues en 1982, 1983, 2009, 2013, 2014 et 2021,.

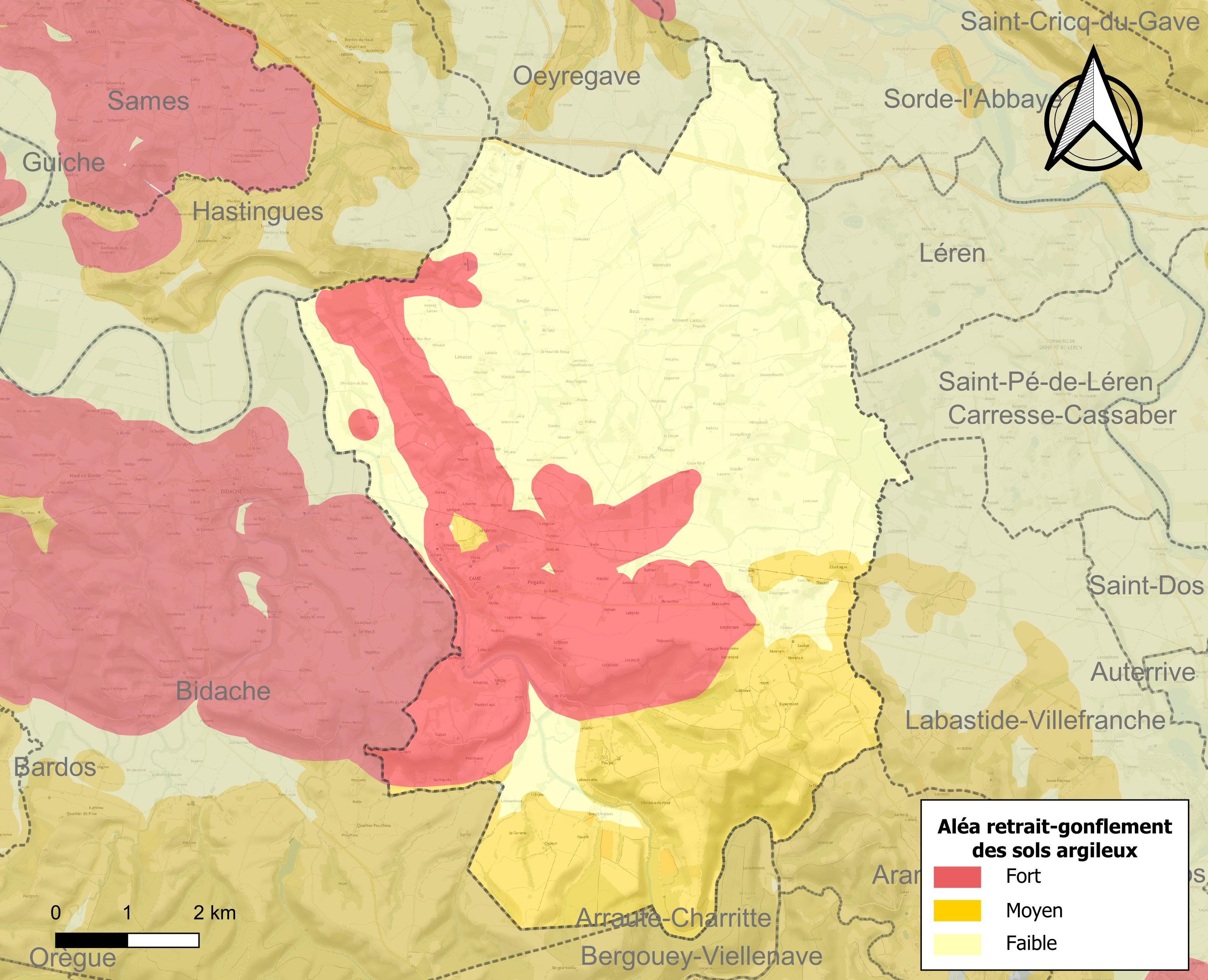
Carte des zones d'aléa retrait-gonflement des sols argileux de Came.

Le retrait-gonflement des sols argileux est susceptible d'engendrer des dommages importants aux bâtiments en cas d’alternance de périodes de sécheresse et de pluie. 48,8 % de la superficie communale est en aléa moyen ou fort (59 % au niveau départemental et 48,5 % au niveau national). Depuis le 1er octobre 2020, en application de la loi ELAN, différentes contraintes s'imposent aux vendeurs, maîtres d'ouvrages ou constructeurs de biens situés dans une zone classée en aléa moyen ou fort,.

## Toponymie

### Attestations anciennes
Le toponyme Came apparaît sous les formes 
Acamer ou Acamar (1072-1105), Camer (1193, cartulaire de Bayonne), 
Sanctus-Martinus de Camer (XIIe siècle, cartulaire de Sorde), 
Cammes (1463, aveux de Languedoc),
Cama (notaires de Pau) et
Camme (1650, carte du Gouvernement Général de Guienne et Guascogne et Pays circonvoisins).

### Nom en basque et en occitan gascon
Le nom basque de Came est Akamarre. Il fut normalisé par l'Académie de la langue basque le 19 décembre 2003.
Le gentilé correspondant est akamartar, normalisé lui-aussi le 19 décembre 2003.
Son nom gascon actuel est Came.

## Histoire
Paul Raymond note que Came fut fondée au milieu du XIIe siècle.
Came formait avec Sames et Saint-Pé-de-Léren une baronnie dépendant du château de Dax.
Came dépendait du puissant duc de Gramont son voisin. Ce seigneur y avait un pavillon de chasse aujourd'hui disparu mais dont il subsiste des traces. C'est dans ce château que venait se réfugier l'été, la reine d'Espagne Marie-Anne de Neubourg exilée à Bayonne. Les seigneurs locaux venaient lui présenter leurs hommages à Came.
En 1790 Came fut le chef-lieu d'un canton comprenant les communes d'Arancou, Came, Bergouey, Sames et Viellenave.
Came et le Pays basque
Jean-Baptiste Orpustan note deux mentions de Came en 1304 puis 1349 parmi des listes de paroisses payant franchise au pouvoir royal navarrais. Pour la fin du Moyen Âge, Eugène Goyheneche note que « du fait du pouvoir des Gramont », la situation d'un certain nombre de paroisses voisines de Bidache – dont Came – est « ambigüe ».
La situation est plus claire sous l'Ancien Régime : Came est alors une paroisse gasconne, tant pour la coutume qui y régit le droit civil que pour la fiscalité, mais faisant partie du duché de Gramont où elle succède à Guiche comme siège de la cour de la petite sénéchaussée de Came : sa situation est presque exactement la même que celles des paroisses gasconnes voisines de Léren et Saint-Pé-de-Léren, qu'on ne rattache pas aujourd'hui au Pays basque. En 1943 encore, la carte du Pays basque (signée M. Haulou) qui illustre l'histoire des Basques de Philippe Veyrin en exclut sans ambiguïté Came.
Le quartier de la Ferrerie (ou la Herrerie, ou la Ferrière), sur la rive gauche de la Bidouze constitue toutefois un cas très particulier : bien qu'il fasse partie de la paroisse française de Came il est situé en Navarre. Au XVIIIe siècle, en un bâtiment dit « la Grand'Maison », siège une juridiction (l'auditoire de la cour sénéchale selon Jacques Robert). Pour Anne Zink, cette juridiction est plutôt le siège d'une sénéchaussée distincte de celle de Came, compétente pour le quartier de la Ferrerie et les communes navarraises voisines sous l'influence des Gramont.
Sans doute sous l'influence du découpage cantonal contemporain, Came est néanmoins aujourd'hui généralement incluse dans les listes de communes de Basse-Navarre.

## Héraldique
| Blason | Blasonnement : Écartelé au 1 de sinople à un épi de maïs d'or feuillé du même ; au 2 d'or à une chaise de sable ; au 3 d'or à une rivière cousue d'argent en fasce soutenant une barque voguante de sable et au chef nuagé d'azur ; au 4 de sinople à une gerbe de blé cousu de sable. |

## Politique et administration
| Période                                  | Période  | Identité                 | Étiquette | Qualité                                               |
| ---------------------------------------- | -------- | ------------------------ | --------- | ----------------------------------------------------- |
| 1945                                     | 1973     | Léon Salagoïty           | CD        | Conseiller général du canton de Bidache (1970 → 1973) |
| 1973                                     | 1983     | Maurice Baraton          | UDF       | Conseiller général du canton de Bidache (1976 → 1982) |
| Les données manquantes sont à compléter. |          |                          |           |                                                       |
| 1988                                     | 1995     | Roger Gestas             |           |                                                       |
| 1995                                     | 2014     | Robert Malou             | DVD       |                                                       |
| 2014                                     | 2020     | Bernard Montero          |           |                                                       |
| 2020                                     | En cours | Christine Serres-Cousiné |           |                                                       |
| Les données manquantes sont à compléter. |          |                          |           |                                                       |

### Intercommunalité
La commune fait partie de trois structures intercommunales :
- la communauté d'agglomération Pays basque ;
- le syndicat d'énergie des Pyrénées-Atlantiques ;
- l'agence publique de gestion locale.

## Population et société

### Démographie
L'évolution du nombre d'habitants est connue à travers les recensements de la population effectués dans la commune depuis 1793. Pour les communes de moins de 10 000 habitants, une enquête de recensement portant sur toute la population est réalisée tous les cinq ans, les populations de référence des années intermédiaires étant quant à elles estimées par interpolation ou extrapolation. Pour la commune, le premier recensement exhaustif entrant dans le cadre du nouveau dispositif a été réalisé en 2007.

En 2022, la commune comptait 1 019 habitants, en évolution de +6,59 % par rapport à 2016 (Pyrénées-Atlantiques : +3,78 %, France hors Mayotte : +2,11 %).
| 1793  | 1800  | 1806  | 1821  | 1831  | 1836  | 1841  | 1846  | 1851  |
| ----- | ----- | ----- | ----- | ----- | ----- | ----- | ----- | ----- |
| 1 666 | 1 636 | 1 660 | 1 274 | 1 793 | 1 820 | 1 775 | 1 740 | 1 709 |

| 1856  | 1861  | 1866  | 1872  | 1876  | 1881  | 1886  | 1891  | 1896  |
| ----- | ----- | ----- | ----- | ----- | ----- | ----- | ----- | ----- |
| 1 667 | 1 571 | 1 581 | 1 541 | 1 485 | 1 555 | 1 524 | 1 588 | 1 382 |

| 1901  | 1906  | 1911  | 1921  | 1926  | 1931  | 1936  | 1946  | 1954  |
| ----- | ----- | ----- | ----- | ----- | ----- | ----- | ----- | ----- |
| 1 428 | 1 424 | 1 467 | 1 312 | 1 311 | 1 215 | 1 172 | 1 086 | 1 026 |

| 1962 | 1968 | 1975 | 1982 | 1990 | 1999 | 2006 | 2007 | 2012 |
| ---- | ---- | ---- | ---- | ---- | ---- | ---- | ---- | ---- |
| 870  | 766  | 728  | 738  | 705  | 681  | 776  | 789  | 865  |

| 2017 | 2022  | - | - | - | - | - | - | - |
| ---- | ----- | - | - | - | - | - | - | - |
| 978  | 1 019 | - | - | - | - | - | - | - |

### Enseignement
La commune dispose de deux écoles : l'école élémentaire privée Notre-Dame et l'école primaire publique.

## Économie
L'activité est principalement agricole mais plusieurs entreprises de fabrication de meubles sont implantées sur la commune. Huit artisans, fabricants de meubles et de chaises en bois, composent l'association des Chaisiers de Came.
La commune fait partie de la zone d'appellation de l'ossau-iraty.

## Culture locale et patrimoine

### Patrimoine linguistique

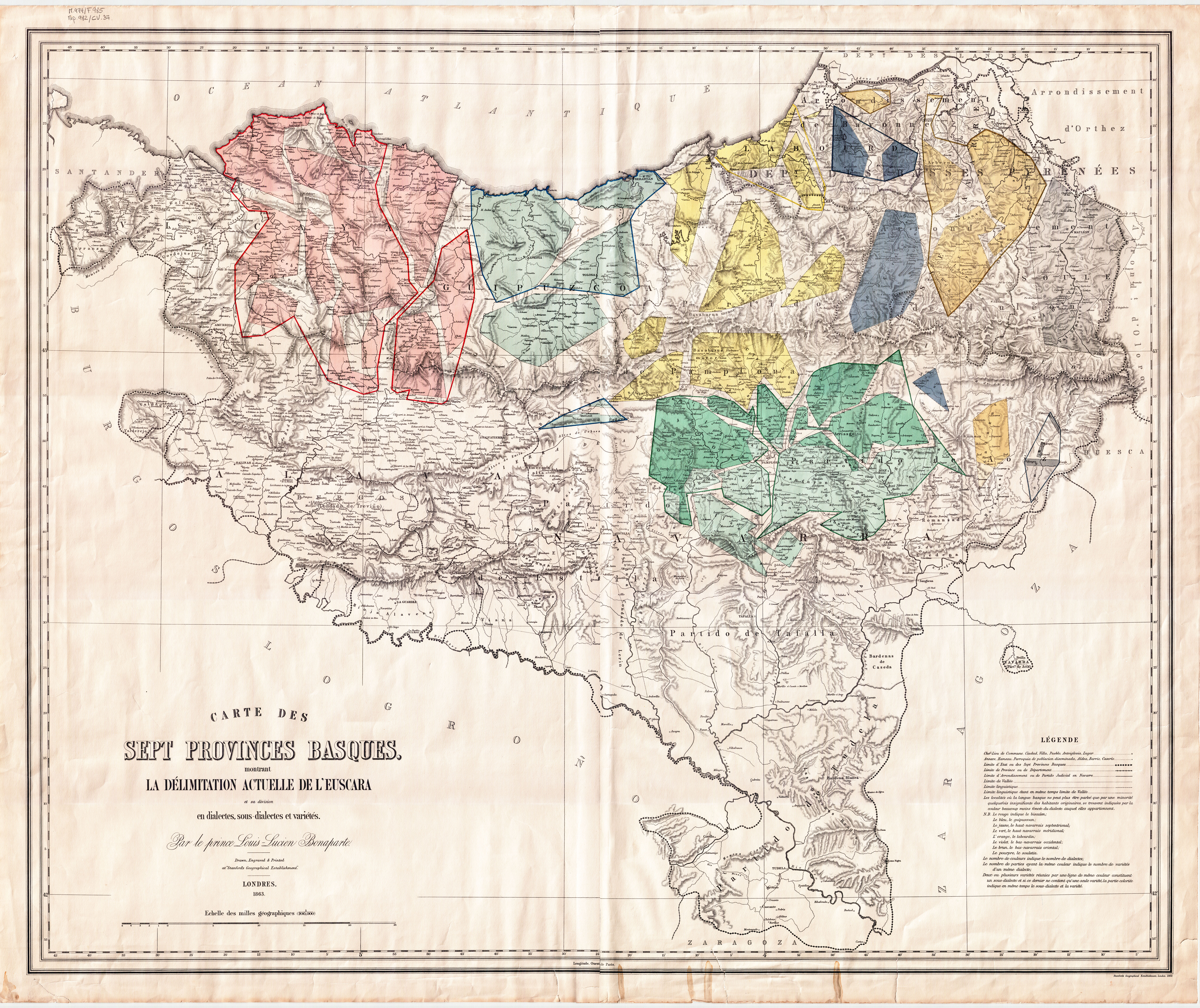
Carte des sept provinces basques (1), 1863

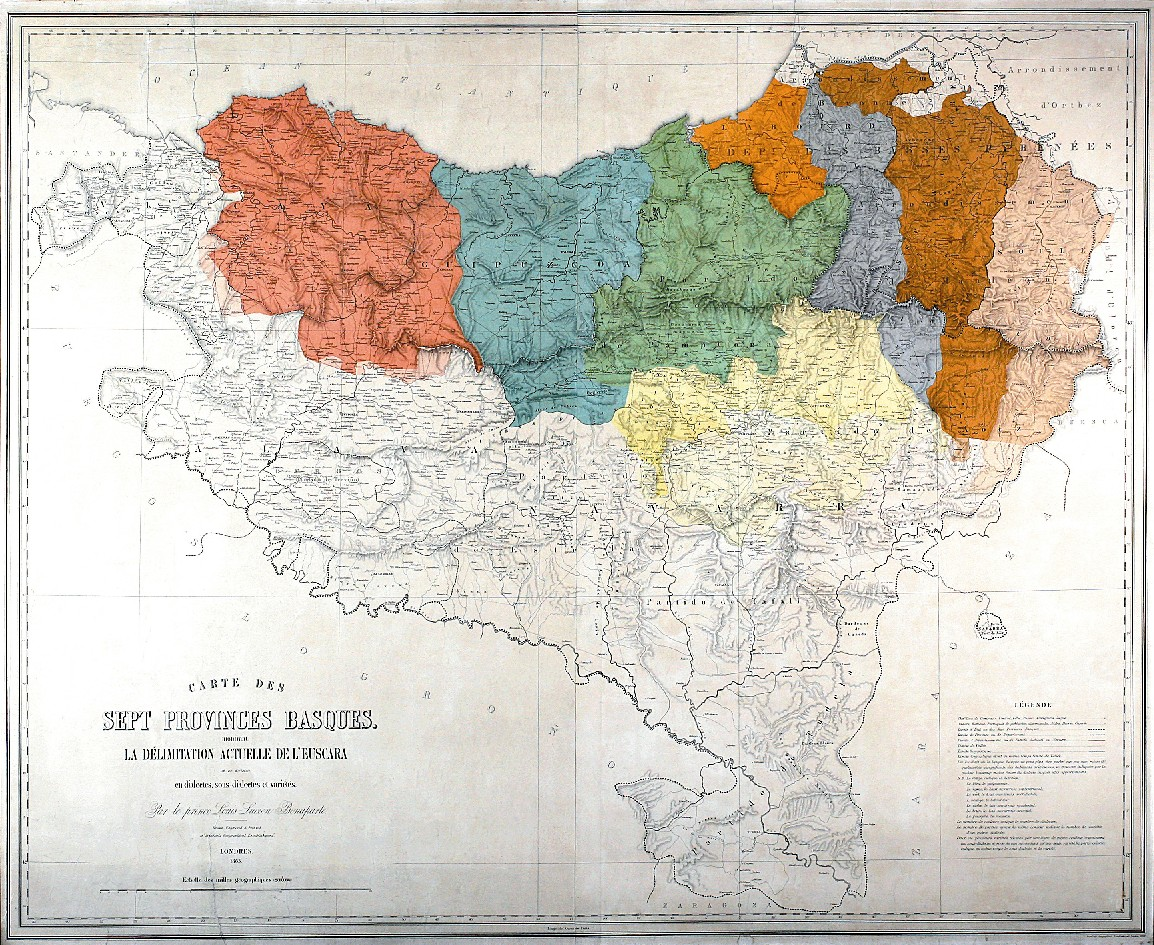
Carte des sept provinces basques (2), 1863

Les deux versions de la Carte des sept provinces basques montrant la délimitation actuelle de l'euscara en dialectes, sous-dialectes et variétés dressée en 1863 par le prince Louis-Lucien Bonaparte placent Came en dehors de l'aire bascophone.
Le Recueil de linguistique et de toponymie des Pyrénées réalisé en 1887 par Julien Sacaze  nous livre pour Came une version en gascon, composée d'une traduction de deux textes mythologiques, ainsi que d'une liste des micro-toponymes de la commune.
Le Recueil des idiomes de la région gasconne réalisé en 1894 par le linguiste Édouard Bourciez nous livre pour Came une version de la parabole de l'enfant prodigue traduite en gascon.
La carte du Pays basque français dressée en 1943 par Maurice Haulon laisse apparaître la "démarcation actuelle entre la langue basque et les dialectes romans", incluant la commune de Came dans l'aire gasconophone.

### Patrimoine civil
Le village était dominé par un château, ancien pavillon de chasse des ducs de Gramont, mais celui-ci n'existe plus aujourd'hui. Son emplacement serait situé sur le site du centre sportif (rd 48). On en conserve des représentations et des plans qui ont été faits en 1815 lors de l'inventaire des biens de la famille de Gramont.
Le quartier de la Ferrerie, abrite une magnifique maison fortifiée du même nom, siège du sénéchalat de Gramont. De nombreux procès criminels y furent instruits. On y voyait une chapelle.
La maison Cambou fut construite par une famille d'armateurs bayonnais, les Hardoy.
La maison Gauchet date du XVIIIe siècle.
La maison Morel ou Dulom était le siège d'une justice seigneuriale. On y voit encore de très beaux ornements Renaissance.
La maison Villemayan, en bord de Bidouze, était le point de départ de bateaux chargés de cuirs et de peaux en direction du port de Bayonne.
Une maison dite de notaire date du XVIIe siècle.
La demeure dite Grand-Maison date du XVIe siècle.
Des fermes anciennes datent des XVIe et XVIIIe siècles.
Le moulin Bordenave date du XVIIIe siècle.

### Patrimoine religieux
L'église Saint-Martin conserve les sépultures des familles Dulom et Morel, magistrats du duc de Gramont ainsi que de la très ancienne famille de Villamayan, descendante des seigneurs caviers d'Orist et dont le dernier représentant fut employé de la ferme générale. L'église recèle un ensemble de cinq verrières et diverses pièces de mobilier inventoriées par le ministère de la Culture.

## Équipements
La commune dispose de deux écoles primaires, une publique et une privée.

## Pour approfondir